# فيرتشوال تنس تشالنج
فيرتشوال تنس تشالنج (بالإنجليزية:Virtua Tennis Challenge) لعبة فيديو من تطوير ونشر سيجا وتعمل على نظامي آي أو إس وأندرويد. تم إصدار اللعبة في البداية في عام 2012 وكانت غير مجانية، ولكن بعد خمس سنوات أي في عام 2017، قررت سيجا جعلها لعبة مجانية كجزء من سلسلة ألعاب «سيجا فور ايفر»  وتم صدورها في 12 يوليو 2017.